# فریزر بلیک تریسی
فریزر بلیک تریسی (انگلیسی: Frazer Blake-Tracy؛ زادهٔ ۱۰ سپتامبر ۱۹۹۵) بازیکن فوتبال اهل بریتانیا است.
از باشگاه‌هایی که در آن بازی کرده‌است می‌توان به باشگاه فوتبال کینگز لین تاون اشاره کرد.